# Dan yr Ogof
Dan yr Ogof (pronunție în galeză: [ˈdan ər ˈoːɡɔv]), situat în National Showcaves Centre for Wales, este un sistem de peșteri lung de 17 kilometri în sudul Țării Galilor, la aproximativ 8 km nord de Ystradgynlais și 24 km sud-vest de Brecon, în Parcul Național Brecon Beacons. Aceasta este principala atracție a unui complex de peșteri publice, care se pretinde a fi cel mai mare din Marea Britanie. Prima secțiune a peșterii este deschisă publicului, dar restul sistemului de peșteri este clasificat drept rezervație naturală națională și este deschis numai pentru speologii bona fide.
Oasele a aproximativ 42 de oameni, precum și numeroase oase de animale, au fost găsite într-una din camerele acestui sistem de peșteri. În 2005, în urma unui sondaj realizat de Radio Times, sistemul Dan yr Ogof a fost numit drept cea mai mare minune naturală în Marea Britanie.

## Explorare

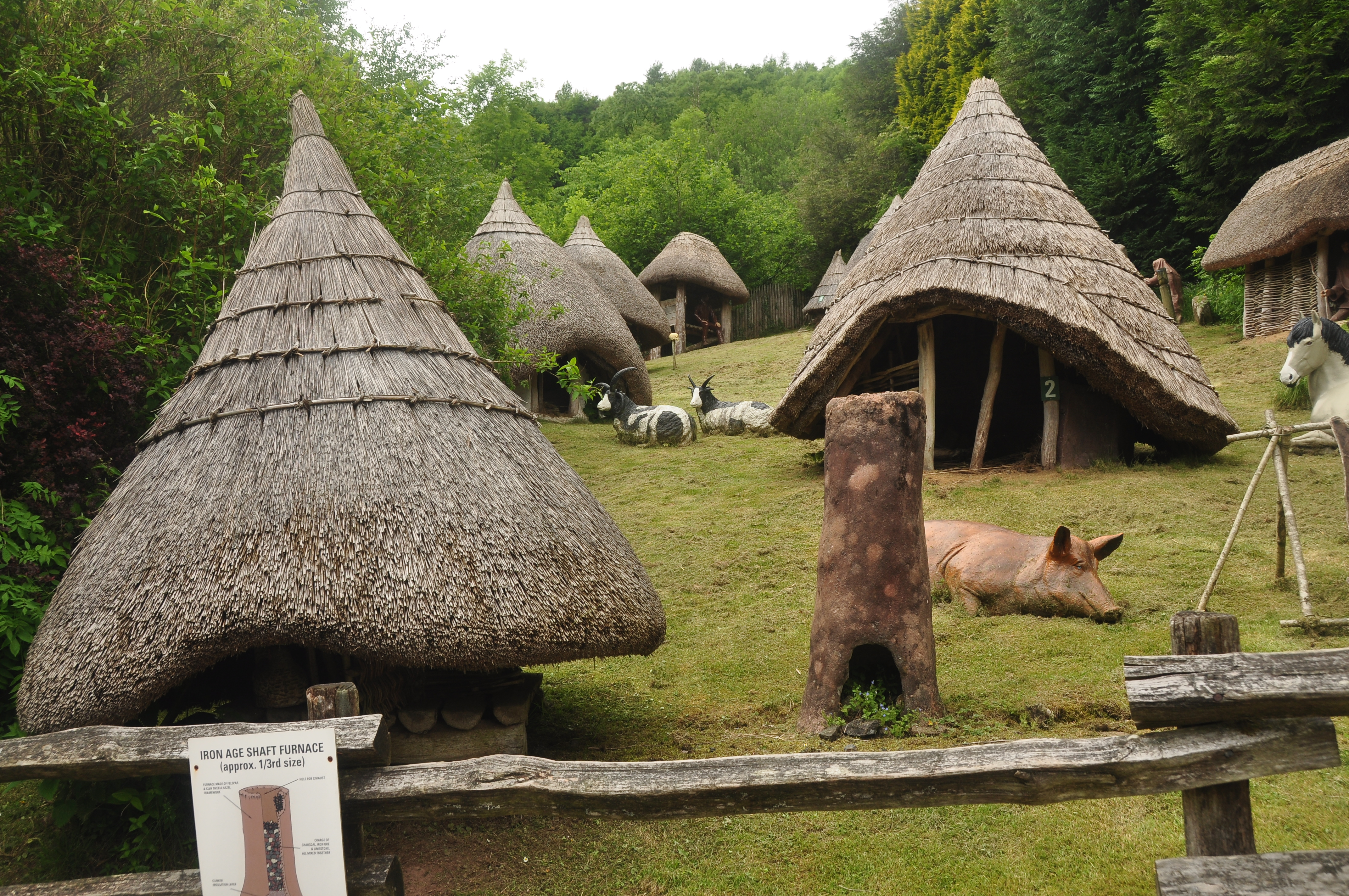
Case rotunde la Dan yr Ogof

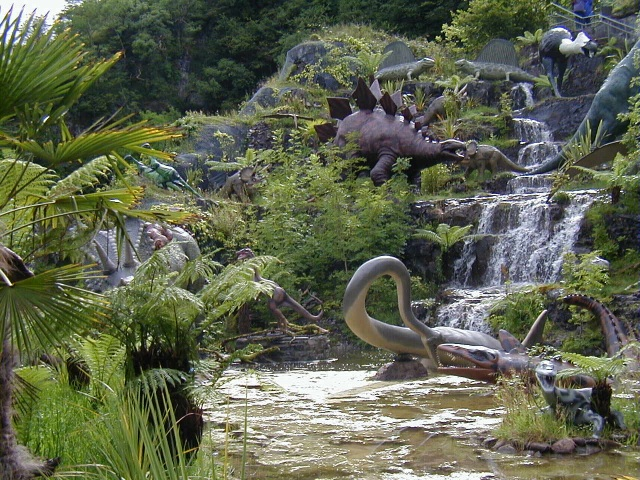
Expoziția de dinozauri de la Dan yr Ogof

Peștera a fost explorată pentru prima dată în 1912 de către trei frați, Edwin, Tommy și Jeff Morgan, folosind lumânări și echipament primitiv. Complet nesiguri de ceea ce vor descoperi, ei s-au înarmat cu un revolver. Edwin a fost primul care a intrat, deoarece el era cel mai mic dintre frații Morgan. Inițial, expediția a fost oprită la un lac mare, peste care au reușit să treacă folosind o dubasă. În cele din urmă, au trecut peste încă trei lacuri în același mod, dar s-au oprit la o gaură îngustă.
Acest loc, cunoscut sub numele de Long Crawl (traducere liberă în română lunga târâre), a fost depășit de către Eileen Davies, membră a South Wales Caving Club în 1963. Inițialele „PO” au fost găsite de Eileen Davies în Sala Gerard Platten. Peter Ogden nu a coborât în această sală din cauza lipsei echipamentului necesar și nu a putut să se întoarcă pentru o perioadă lungă din cauza vremii rele. Explorarea a continuat în mod constant, iar speologii au extins zona explorată până la lungimea curentă de 17 km. O parte din această lungime a fost atinsă prin scufundări în peșteră. Unul dintre acești exploratori fost Martyn Farr, care a scris o carte despre sistem în care el susține că va fi extins la cel puțin 150 de kilometri.

## Locație de filmare
Peștera a fost folosită pentru filmare pentru mini-seria The Pirate Planet din Doctor Who.